# Puerta de Atocha (monumento)

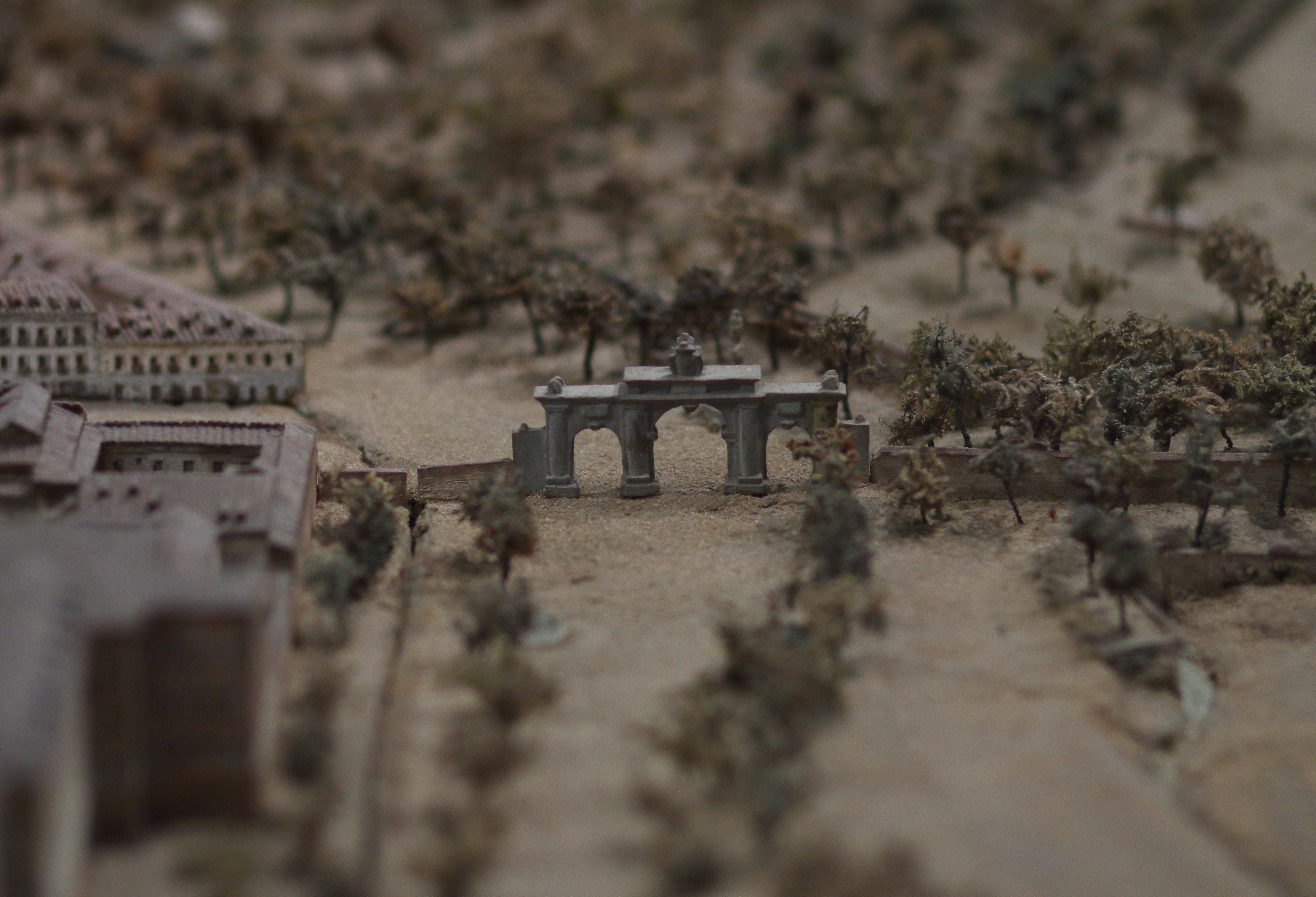
La Puerta de Atocha, desde el sur, representada en la maqueta histórica de la ciudad, realizada en 1830 por León Gil de Palacio.

La Puerta de Atocha fue un acceso en el tramo suroriental de la cerca de Madrid.

## Emplazamiento
La primera puerta que llevó este nombre se construyó en el siglo xv y daba paso desde la ciudad medieval al arrabal de Santa Cruz. Más tarde, al trasladarse este acceso a la ciudad, concretamente a las inmediaciones de la antigua ermita de Atocha, se le dio el nombre de puerta de Vallecas, por estar el antiguo camino que llevaba hasta el poblado de Vallecas, lugar que en el siglo xxi ocupa la glorieta de Atocha. Con tal rótulo de Puerta de Vallecas la representó Pedro Teixeira en su plano de 1656. En 1748, durante el proceso de construcción de la nueva cerca de Felipe IV la llamada puerta de Vallecas se sustituyó por la primera puerta de Atocha monumental, que daba salida al paseo de las Delicias, y que según Monalu sería reformada hacia 1828, y, según Gea, derribada el 28 de junio de 1850.

## De puerta de Vallecas a puerta de Atocha

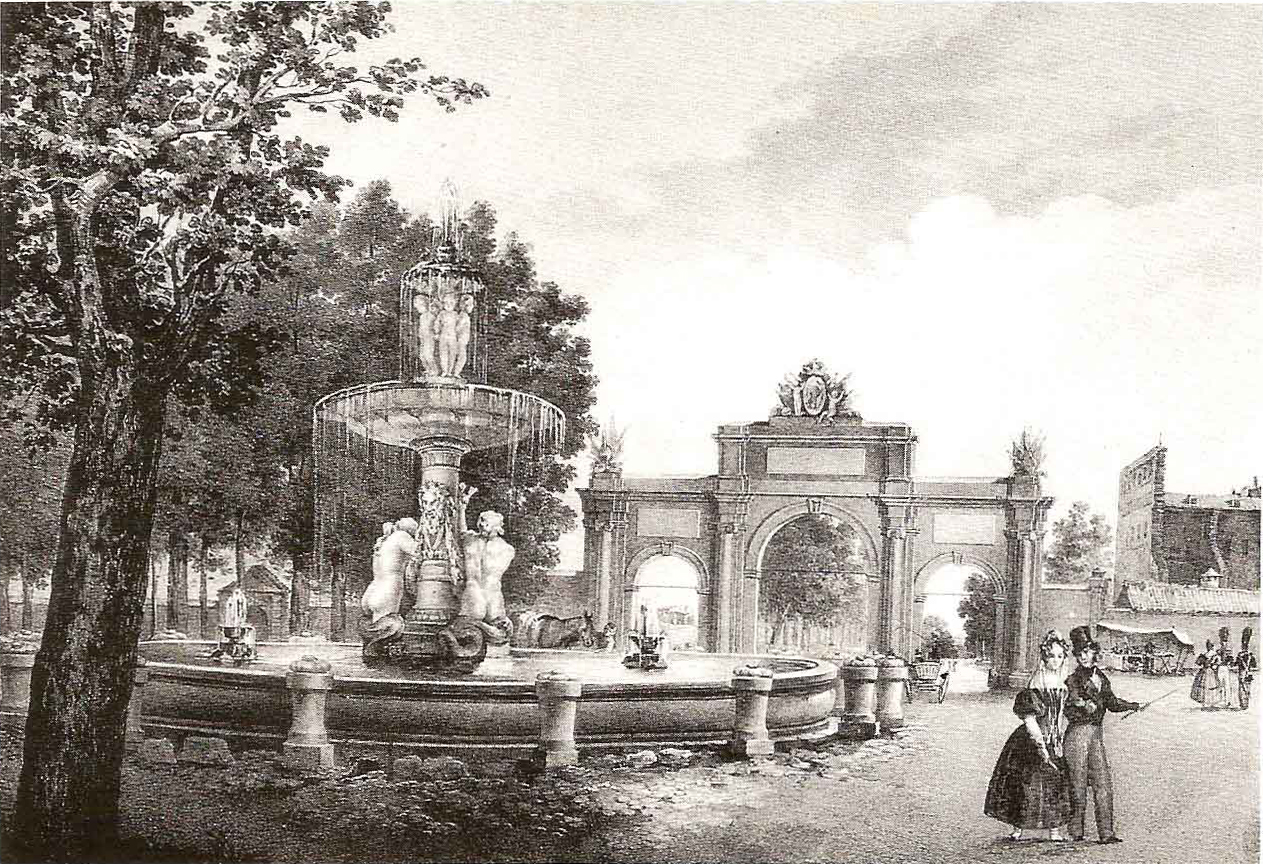
Grabado decimonónico de la Puerta de Atocha y la Fuente de la Alcachofa, atribuido a Vicente Camarón (Museo Municipal de Madrid).

La puerta de 1748, sin interés arquitectónico según los cronistas, construida de ladrillo con tres arcos gemelos.
Antes de su reforma, acometida por Francisco Javier de Maríategui entre 1826-1829, Sebastián Miñano la catalogó en términos despectivos, en el Diccionario geográfico-estadístico de España y Portugal (aparecido en esas mismas fechas),  argumentando que no merecía «ni por su materia ni por su forma, ser una de las principales de Madrid y est[aba] reclamando la construcción de otra más digna del parage [sic] en que está situada». Tras la mejora, Álvarez Baena la describiría así en su Compendio Histórico de 1786: 

Está al mediodía al concluir la calle de Atocha, y mirando al Prado. Por ella se sale al paseo de las Delicias que, pisando el río, se une al camino de Aranjuez.../...presenta una perspectiva más lisonjera, tanto por haberla descargado de sus ridículos adornos, cuanto por haberla pintado del color de piedra berroqueña y de Colmenar, coronando el final de su ático por la parte del campo un escudo de armas reales, sostenido por dos genios y acompañados de trofeos de guerra; y en el lado que mira al Prado el escudo de armas de la villa con genios y varios atributos; cuyas obras de escultura han sido ejecutadas por don José de Agreda y don José Tomas. Igualmente son de este último los grupos y trofeos militares que dan bello realce á los extremos del sotabanco.

El ingeniero Boix, en un artículo firmado en 1927, escribe que «del aspecto que ofrecía después de aquella reforma [1829] puede juzgarse por la litografía de Vicente Camarón en la que aparece en primer término la bella fuente de la Alcachofa».
La construcción de la estación de Atocha, inaugurada el 9 de febrero de 1851, en el límite exterior de la puerta había hecho necesario desmantelar el monumento el 28 de julio de 1850, pero se construyó una nueva en 1852, que a su vez desapareció en 1868, con el derribo de la toda la cerca de Felipe IV. En 1992, al remodelarse la citada estación, se dio el nombre de Puerta de Atocha a la nueva terminal de Alta Velocidad en honor a las anteriores puertas desaparecidas.